# DS 9
El DS 9 es un automóvil ejecutivo (segmento E) presentado en 2020 por la marca francesa DS Automobiles. El DS 9 es el primer vehículo de la empresa comercializado tanto en Europa como en Asia, pero ensamblado únicamente en China.

## Presentación
Originalmente, el DS 9 (código interno X83) debía presentarse en abril de 2019 en Auto Shanghai, pero su presentación se pospuso por primera vez en noviembre para Auto Guangzhou en China, y luego por segunda vez hasta marzo de 2020.
Tras el final de la empresa conjunta de Changan PSA Automobiles (CAPSA) de PSA y Changan Automobile, que se hizo cargo de la planta de Shenzhen donde se fabrican los DS chinos, firmó un acuerdo para producir autos de DS, incluido el próximo DS 9 en Shenzhen. El 20 de febrero de 2020, DS anuncia la inminente presentación de un nuevo modelo.
El DS 9 se presentó a la prensa el 27 de febrero de 2020 y debía hacer su primera aparición pública en la 90.ª edición del Salón del Automóvil de Ginebra el 3 de marzo de ese año. Sin embargo, el salón suizo se canceló en el último momento debido a la pandemia de COVID-19. A diferencia del DS 7 Crossback, que se fabrica tanto en Francia como en China, el DS 9 se ensambla únicamente en China en la fábrica de Shenzhen de Baoneng.

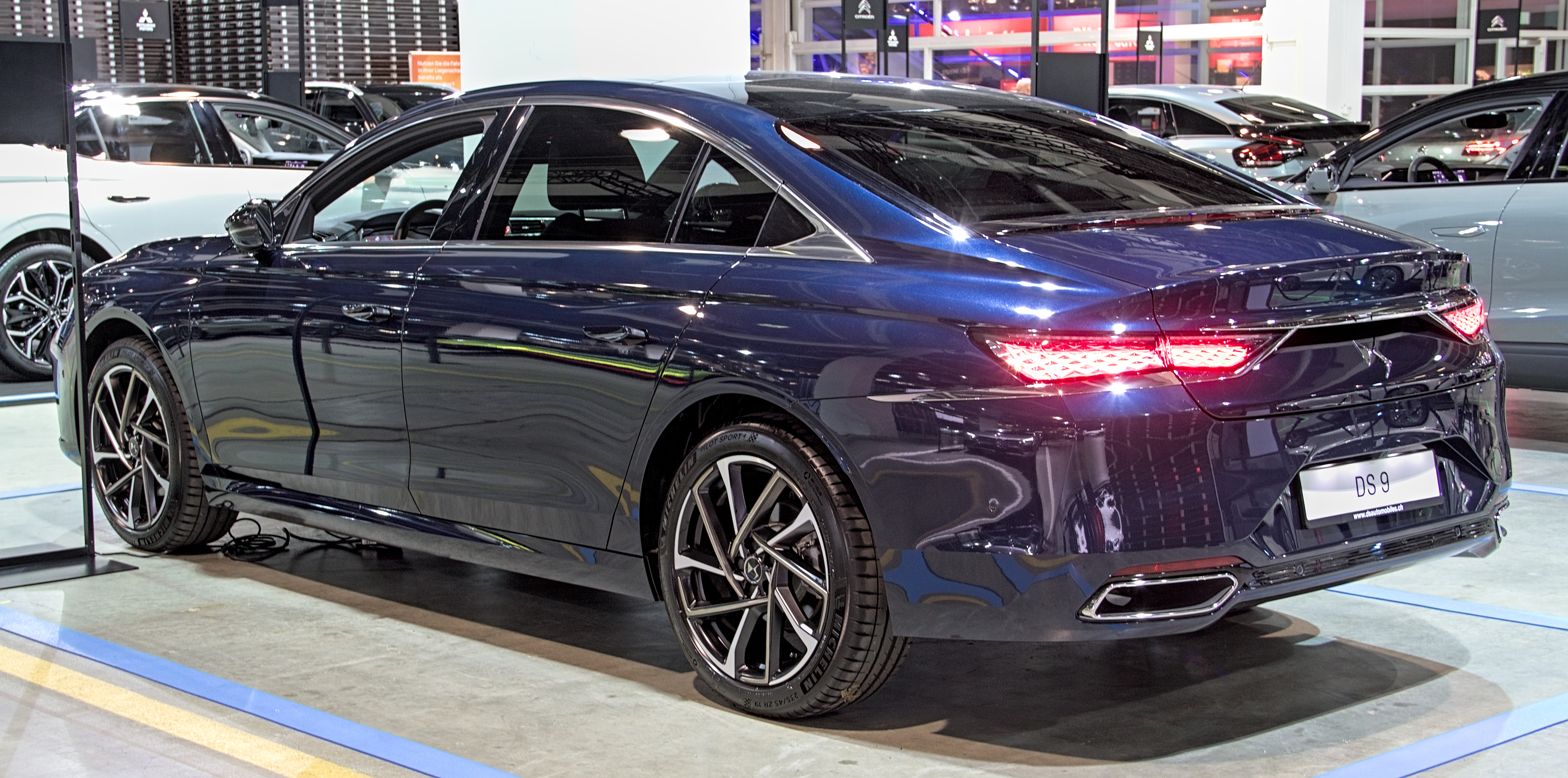
Vista posterior del DS 9.
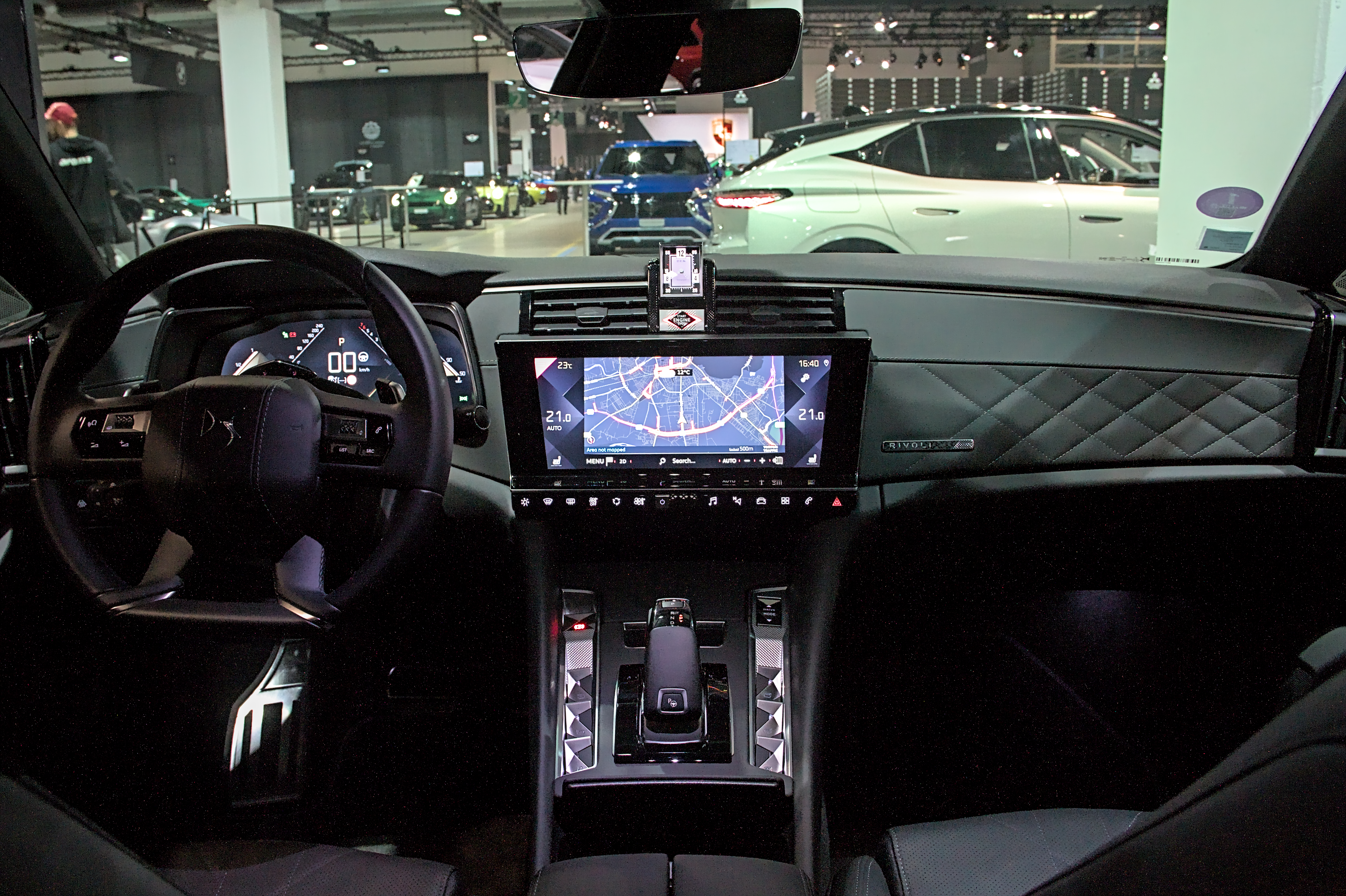
Interior.

## Características técnicas
El DS 9 se basa en la plataforma técnica modular EMP2 del Grupo PSA. Su salpicadero está inspirado en gran medida en el del DS 7 Crossback.

## Motorizaciones
El sedán DS 9 se ofrece únicamente en la versión turbo gasolina 1.6 & eTense Hybrid (PHEV), con el motor 1.6 turbo gasolina y un motor eléctrico. La potencia combinada del sistema aquí en el sedán DS 9 será de 225 CV (165 kW; 222 HP). A la variante de 225 CV se unirán más adelante las variantes de 250 caballos de vapor (184 kW; 247 HP) FWD y 360 caballos de vapor (265 kW; 355 HP) AWD eTense.